# Crowsoniellidae
Crowsoniellidae je malá čeleď brouků, jedna z pěti čeledí obsažených v podřádu prvožraví (Archostemata). 

Čeleď byla popsána na základě nálezu tří jedinců brouků v centrální Itálii.

## Taxonomie
V čeledi je pouze jeden rod s jedním druhem.
- rod Crowsoniella Pace, 1975
  - druh Crowsoniella relicta Pace, 1975